# Бонне, Йовлис
Йовлис Бонне Родригес (исп. Yowlys Bonne Rodríguez; род. 2 ноября 1983) — кубинский борец вольного стиля, чемпион мира 2018 года.

## Биография
Родился в 1983 году в Гуантанамо. В 2012 году принял участие в Олимпийских играх в Лондоне, но там стал лишь 12-м. В 2014 году стал обладателем бронзовой медали чемпионата мира. В 2017 году повторил свой успех. 
На чемпионате мира по борьбе 2018 года в Будапеште, кубинец завоевал золотую медаль и впервые стал чемпионом мира.